# Rungia wightiana
Rungia wightiana är en akantusväxtart som beskrevs av Christian Gottfried Daniel Nees von Esenbeck. Rungia wightiana ingår i släktet Rungia och familjen akantusväxter. Inga underarter finns listade i Catalogue of Life.